# Margaritas (Jalisco)
Margaritas es una localidad del estado mexicano de Jalisco. Es parte del municipio de Atotonilco el Alto.

## Demografía
| Gráfica de evolución demográfica |
|                                  |

| Censo | Población |
| ----- | --------- |
| 1900  | 1 056     |
| 1910  | 1 100     |
| 1921  | 887       |
| 1930  | 1 164     |
| 1940  | 1 208     |
| 1950  | 1 221     |
| 1960  | 1 472     |
| 1970  | 1 464     |
| 1980  | 1 901     |
| 1990  | 2 061     |
| 2000  | 2 184     |
| 2010  | 2 108     |
| 2020  | 2 237     |